# Валя-Оаней
Валя-Оаней (рум. Valea Oanei) — село у повіті Васлуй в Румунії. Входить до складу комуни Івенешть.
Село розташоване на відстані 269 км на північ від Бухареста, 23 км на захід від Васлуя, 55 км на південь від Ясс, 145 км на північ від Галаца.

## Населення
За даними перепису населення 2002 року у селі проживали 323 особи, усі — румуни. Усі жителі села рідною мовою назвали румунську.